# Osmia corniculata
Osmia corniculata är en biart som först beskrevs av Van der Zanden 1989.  Osmia corniculata ingår i släktet murarbin, och familjen buksamlarbin. Inga underarter finns listade i Catalogue of Life.